# Urodonta lichen
Urodonta lichen är en fjärilsart som beskrevs av Charles Oberthür. Urodonta lichen ingår i släktet Urodonta och familjen tandspinnare. Inga underarter finns listade i Catalogue of Life.